# Визовые требования для граждан Сент-Люсии
Визовые требования для граждан Сент-Люсии — административные ограничения на въезд, установленные для граждан Сент-Люсии властями других государств. На 10 августа 2021 граждане Сент-Люсии имели безвизовый доступ или возможность сделать визу по прибытии в 146 стран и территорий, что ставило паспорт гражданина Сент-Люсии на 31 место в индексе паспортов Хенли, оценивающий свободу передвижения (вместе с паспортом
гражданина Сент-Винсент и Гренадин).
Сент-Люсия подписала взаимное соглашение на безвизовый режим со странами Шенгенской зоны 28 мая 2015 года.

## Карта визовых требований для граждан Сент-Люсии

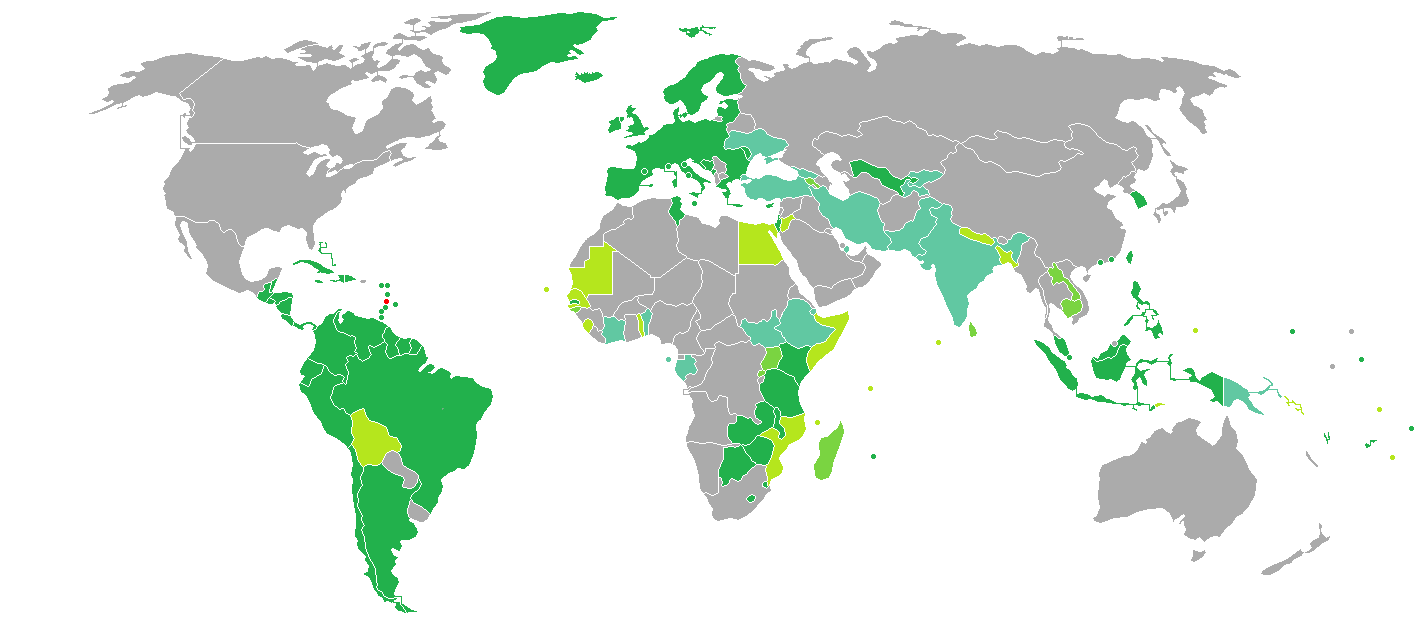
Сент-Люсия
Виза не требуется
Виза по прибытии
Электронная виза
Виза доступна как по прибытии, так и онлайн
Виза требуется

## Визовые требования государств — членов ООН
Визовые требования для владельцев обычных паспортов, путешествующих с туристическими целями:
| Страна                             | Требование визы                                      | Пребывание                                                                                       | Примечание |
| ---------------------------------- | ---------------------------------------------------- | ------------------------------------------------------------------------------------------------ | --- |
| Афганистан                         | Виза требуется                                       |                                                                                                  | |
| Албания                            | Виза требуется                                       |                                                                                                  | Виза не требуется для обладателей действительной многократной визы, выданной США (максимальный срок пребывания — 90 дней). |
| Алжир                              | Виза требуется                                       |                                                                                                  | |
| Андорра                            | Виза не требуется                                    |                                                                                                  | |
| Ангола                             | Виза требуется                                       |                                                                                                  | |
| Антигуа и Барбуда                  | Виза не требуется                                    | Свобода передвижения для Организации Восточно-карибских государств (по действительной ID-карте). | Свобода передвижения для Организации Восточно-карибских государств (по действительной ID-карте). |
| Аргентина                          | Виза не требуется                                    | 90 дней                                                                                          | |
| Армения                            | Виза по прибытии                                     | 120 дней                                                                                         | Можно получить по прибытии в международный аэропорт Звартноц или перед поездкой онлайн. |
| Австралия и территории             | Виза требуется                                       |                                                                                                  | Можно подать заявку онлайн (Online Visitor e600 visa). |
| Австрия                            | Виза не требуется                                    | 90 дней                                                                                          | 90 дней в течение 180-дневного периода пребывания в Шенгенской зоне. |
| Азербайджан                        | Виза требуется                                       |                                                                                                  | |
| Багамские острова                  | Виза не требуется                                    | 3 месяца                                                                                         | |
| Бахрейн                            | Электронная виза                                     |                                                                                                  | |
| Бангладеш                          | Виза по прибытии                                     | 30 дней                                                                                          | Виза доступна не во всех точках въезда. |
| Барбадос                           | Виза не требуется                                    | 6 месяцев                                                                                        | Владельцы сертификата КАРИКОМ о квалификации могут оставаться на любой срок. |
| Белоруссия                         | Виза требуется                                       |                                                                                                  | Визы выдаются по прибытии в Международный аэропорт Минска, если подтверждающие документы были предоставлены не позднее чем за 3 рабочих дня до предполагаемой даты приезда. |
| Бельгия                            | Виза не требуется                                    | 90 дней                                                                                          | 90 дней в течение 180-дневного периода пребывания в Шенгенской зоне. |
| Белиз                              | Виза не требуется                                    | 6 месяцев                                                                                        | Владельцы сертификата КАРИКОМ о квалификации могут оставаться на любой срок. |
| Бенин                              | Электронная виза                                     | 30 дней / 8 дней (в случае оформления визы в аэропорту)                                          | Необходимо иметь сертификат о вакцинации международного образца. |
| Бутан                              | Виза требуется                                       |                                                                                                  | |
| Боливия                            | Виза по прибытии                                     | 90 дней                                                                                          | |
| Босния и Герцеговина               | Виза не требуется                                    | 90 дней                                                                                          | |
| Ботсвана                           | Виза не требуется                                    | 90 дней                                                                                          | 90 дней в течение любого периода года. |
| Бразилия                           | Виза требуется                                       |                                                                                                  | |
| Бруней                             | Виза требуется                                       |                                                                                                  | |
| Болгария                           | Виза не требуется                                    | 90 дней                                                                                          | 90 дней в течение любого 180-дневного периода. |
| Буркина-Фасо                       | Виза требуется                                       |                                                                                                  | |
| Бурунди                            | Виза требуется                                       |                                                                                                  | |
| Камбоджа                           | Виза по прибытии                                     | 30 дней                                                                                          | Визу также можно получить онлайн. |
| Камерун                            | Виза требуется                                       |                                                                                                  | |
| Канада                             | Виза требуется                                       |                                                                                                  | Виза не требуется для владельцев грин-карты США. |
| Кабо-Верде                         | Виза по прибытии                                     |                                                                                                  | Виза доступна не во всех точках въезда. |
| ЦАР                                | Виза требуется                                       |                                                                                                  | |
| Чад                                | Виза требуется                                       |                                                                                                  | |
| Чили                               | Виза не требуется                                    | 90 дней                                                                                          | |
| Китай                              | Виза требуется                                       |                                                                                                  | |
| Колумбия                           | Виза не требуется                                    | 180 дней                                                                                         | 90 дней с возможностью продления до 180 дней в течение одного года. |
| Коморские острова                  | Виза по прибытии                                     | 45 дней                                                                                          | |
| Республика Конго                   | Виза требуется                                       |                                                                                                  | |
| Демократическая республика Конго   | Виза требуется                                       |                                                                                                  | |
| Коста-Рика                         | Виза не требуется                                    | 90 дней                                                                                          | |
| Кот-д’Ивуар                        | Виза требуется                                       |                                                                                                  | |
| Хорватия                           | Виза не требуется                                    | 90 дней                                                                                          | 90 дней в течение любого 180-дневного периода. |
| Куба                               | Виза не требуется                                    | 30 дней                                                                                          | |
| Республика Кипр                    | Виза не требуется                                    | 90 дней                                                                                          | 90 дней в течение любого 180-дневного периода. |
| Чехия                              | Виза не требуется                                    | 90 дней                                                                                          | 90 дней в течение 180-дневного периода пребывания в Шенгенской зоне. |
| Дания                              | Виза не требуется                                    | 90 дней                                                                                          | 90 дней в течение 180-дневного периода пребывания в Шенгенской зоне. |
| Джибути                            | Электронная виза                                     | 31 день                                                                                          | |
| Доминика                           | Виза не требуется                                    | Свобода передвижения для Организации Восточно-карибских государств (по действительной ID-карте). | Свобода передвижения для Организации Восточно-карибских государств (по действительной ID-карте). |
| Доминиканская республика           | Виза не требуется                                    |                                                                                                  | |
| Эквадор                            | Виза не требуется                                    | 90 дней                                                                                          | |
| Египет                             | Виза по прибытии                                     | 30 дней                                                                                          | |
| Сальвадор                          | Виза не требуется                                    | 90 дней                                                                                          | |
| Экваториальная Гвинея              | Виза требуется                                       |                                                                                                  | |
| Эритрея                            | Виза требуется                                       |                                                                                                  | |
| Эстония                            | Виза не требуется                                    | 90 дней                                                                                          | 90 дней в течение 180-дневного периода пребывания в Шенгенской зоне. |
| Эсватини                           | Виза не требуется                                    | 30 дней                                                                                          | |
| Эфиопия                            | Электронная виза                                     | 90 дней                                                                                          | Владельцы электронной визы должны прилетать в Международный аэропорт Боле. |
| Фиджи                              | Виза не требуется                                    | 4 месяца                                                                                         | |
| Финляндия                          | Виза не требуется                                    | 90 дней                                                                                          | 90 дней в течение 180-дневного периода пребывания в Шенгенской зоне. |
| Франция                            | Виза не требуется                                    | 90 дней                                                                                          | 90 дней в течение 180-дневного периода пребывания в Шенгенской зоне. |
| Габон                              | Электронная виза                                     |                                                                                                  | Владельцы электронной визы должны прилетать в Международный аэропорт Леон-Мба. |
| Гамбия                             | Виза не требуется                                    | 90 дней                                                                                          | |
| Грузия                             | Электронная виза                                     |                                                                                                  | |
| Германия                           | Виза не требуется                                    | 90 дней                                                                                          | 90 дней в течение 180-дневного периода пребывания в Шенгенской зоне. |
| Гана                               | Виза требуется                                       |                                                                                                  | |
| Греция                             | Виза не требуется                                    | 90 дней                                                                                          | 90 дней в течение 180-дневного периода пребывания в Шенгенской зоне. |
| Гренада                            | Виза не требуется                                    | Свобода передвижения для Организации Восточно-карибских государств (по действительной ID-карте). | Свобода передвижения для Организации Восточно-карибских государств (по действительной ID-карте). |
| Гватемала                          | Виза не требуется                                    | 90 дней                                                                                          | |
| Гвинея                             | Виза требуется                                       |                                                                                                  | |
| Гвинея-Бисау                       | Виза по прибытии                                     | 90 дней                                                                                          | |
| Гайана                             | Виза не требуется                                    | 6 месяцев                                                                                        | Владельцы сертификата КАРИКОМ о квалификации могут оставаться на любой срок. |
| Гаити                              | Виза не требуется                                    | 3 месяца                                                                                         | |
| Гондурас                           | Виза не требуется                                    | 90 дней                                                                                          | |
| Венгрия                            | Виза не требуется                                    | 90 дней                                                                                          | 90 дней в течение 180-дневного периода пребывания в Шенгенской зоне. |
| Исландия                           | Виза не требуется                                    | 90 дней                                                                                          | 90 дней в течение 180-дневного периода пребывания в Шенгенской зоне. |
| Индия                              | Электронная виза                                     | 60 дней                                                                                          | |
| Индонезия                          | Виза не требуется                                    | 30 дней                                                                                          | |
| Иран                               | Виза по прибытии                                     | 30 дней                                                                                          | |
| Ирландия                           | Виза не требуется                                    |                                                                                                  | |
| Израиль                            | Виза не требуется                                    | 3 месяца                                                                                         | |
| Италия                             | Виза не требуется                                    | 90 дней                                                                                          | 90 дней в течение 180-дневного периода пребывания в Шенгенской зоне. |
| Ямайка                             | Виза не требуется                                    | 6 месяцев                                                                                        | Владельцы сертификата КАРИКОМ о квалификации могут оставаться на любой срок. |
| Япония                             | Виза требуется                                       |                                                                                                  | |
| Иордан                             | Виза по прибытии                                     |                                                                                                  | Виза доступна не во всех точках въезда. |
| Казахстан                          | Электронная виза                                     |                                                                                                  | |
| Кения                              | Виза не требуется                                    | 90 дней                                                                                          | |
| Кирибати                           | Виза не требуется                                    | 120 дней                                                                                         | |
| КНДР                               | Виза требуется                                       |                                                                                                  | |
| Южная Корея                        | Виза не требуется                                    | 90 дней                                                                                          | |
| Кувейт                             | Виза требуется                                       |                                                                                                  | |
| Киргизия                           | Электронная виза                                     |                                                                                                  | Владельцы электронной визы должны прилетать в Международный аэропорт Манас или Международный аэропорт Ош либо пересекать границу с Китаем (Эркеш-Там, Торугартский перевал), Казахстаном (Ак-Жол, Ысык-Атинский район, Чалдыбар, Манасский район), Таджикистаном (Алайский район, Кулунду, Баткенский район), Узбекистаном (Достук).                                                                  |
| Лаос                               | Виза по прибытии                                     | 30 дней                                                                                          | Имеется также возможность оформить электронную визу. Визы по прибытии должны постепенно упраздняться с января 2020 года, но их действие может быть продлено до 60 дней. |
| Латвия                             | Виза не требуется                                    | 90 дней                                                                                          | 90 дней в течение 180-дневного периода пребывания в Шенгенской зоне. |
| Ливан                              | Виза требуется                                       |                                                                                                  | В дополнение к визе необходимо получить одобрение иммиграционного отдела Главного управления общей безопасности (La Surete Generale). |
| Лесото                             | Виза не требуется                                    | 90 дней                                                                                          | |
| Либерия                            | Виза требуется                                       |                                                                                                  | |
| Ливия                              | Виза требуется                                       |                                                                                                  | |
| Лихтенштейн                        | Виза не требуется                                    | 90 дней                                                                                          | 90 дней в течение 180-дневного периода пребывания в Шенгенской зоне. |
| Литва                              | Виза не требуется                                    | 90 дней                                                                                          | 90 дней в течение 180-дневного периода пребывания в Шенгенской зоне. |
| Люксембург                         | Виза не требуется                                    | 90 дней                                                                                          | 90 дней в течение 180-дневного периода пребывания в Шенгенской зоне. |
| Мадагаскар                         | Виза по прибытии                                     | 90 дней                                                                                          | Имеется также возможность оформить электронную визу. |
| Малави                             | Виза не требуется                                    | 90 дней                                                                                          | |
| Малайзия                           | Виза не требуется                                    | 1 месяц                                                                                          | |
| Мальдивские острова                | Виза по прибытии                                     | 30 дней                                                                                          | |
| Мали                               | Виза требуется                                       |                                                                                                  | |
| Мальта                             | Виза не требуется                                    | 90 дней                                                                                          | 90 дней в течение 180-дневного периода пребывания в Шенгенской зоне. |
| Маршалловы острова                 | Виза требуется                                       |                                                                                                  | |
| Мавритания                         | Виза по прибытии                                     |                                                                                                  | Виза доступна для получения в Международном аэропорту Нуакшот-Умтунси. |
| Маврикий                           | Виза не требуется                                    | 90 дней                                                                                          | |
| Мексика                            | Виза требуется                                       |                                                                                                  | |
| Федеративные Штаты Микронезии      | Виза не требуется                                    | 30 дней                                                                                          | |
| Молдавия                           | Виза не требуется                                    | 90 дней                                                                                          | 90 дней в течение любого 180-дневного периода. |
| Монако                             | Виза не требуется                                    | 90 дней                                                                                          | |
| Монголия                           | Виза требуется                                       |                                                                                                  | |
| Черногория                         | Виза не требуется                                    | 90 дней                                                                                          | |
| Марокко                            | Виза требуется                                       |                                                                                                  | |
| Мозамбик                           | Виза по прибытии                                     | 30 дней                                                                                          | |
| Мьянма                             | Виза требуется                                       |                                                                                                  | |
| Намибия                            | Виза требуется                                       |                                                                                                  | |
| Науру                              | Виза требуется                                       |                                                                                                  | |
| Непал                              | Виза по прибытии                                     | 90 дней                                                                                          | |
| Нидерланды                         | Виза не требуется                                    | 90 дней                                                                                          | 90 дней в течение 180-дневного периода пребывания в Шенгенской зоне. |
| Новая Зеландия                     | Виза требуется                                       |                                                                                                  | Владельцам австралийской визы резидента (постоянной или возвратной) по прибытии может быть предоставлена новозеландская виза резидента, которая позволит оставаться в стране без ограничений по времени (в соответствии с Транс-Тасманским соглашением о туризме). Такая виза предоставляется при условии соблюдения требований к личности и получения электронного разрешения на поездку до отъезда. |
| Никарагуа                          | Виза не требуется                                    | 90 дней                                                                                          | |
| Нигер                              | Виза требуется                                       |                                                                                                  | |
| Нигерия                            | Виза по прибытии                                     |                                                                                                  | Виза по прибытии выдаётся в случае разрешения на её получение до отъезда. |
| Северная Македония                 | Виза требуется                                       |                                                                                                  | |
| Норвегия                           | Виза не требуется                                    | 90 дней                                                                                          | 90 дней в течение 180-дневного периода пребывания в Шенгенской зоне. |
| Оман                               | Виза требуется                                       |                                                                                                  | |
| Пакистан                           | Электронное разрешение на поездку / Электронная виза |                                                                                                  | Электронное разрешение на поездку необходимо для получения визы для туристических и деловых поездок. Также доступна электронная виза. |
| Палау                              | Виза по прибытии                                     | 30 дней                                                                                          | |
| Панама                             | Виза не требуется                                    |                                                                                                  | |
| Папуа-Новая Гвинея                 | Разрешение на простое посещение                      | 30 дней                                                                                          | |
| Парагвай                           | Виза требуется                                       |                                                                                                  | |
| Перу                               | Виза не требуется                                    | 183 дня                                                                                          | |
| Филиппины                          | Виза не требуется                                    | 30 дней                                                                                          | |
| Польша                             | Виза не требуется                                    | 90 дней                                                                                          | 90 дней в течение 180-дневного периода пребывания в Шенгенской зоне. |
| Португалия                         | Виза не требуется                                    | 90 дней                                                                                          | 90 дней в течение 180-дневного периода пребывания в Шенгенской зоне. |
| Катар                              | Электронная виза                                     |                                                                                                  | |
| Румыния                            | Виза не требуется                                    | 90 дней в течение любого 180-дневного периода.                                                   | |
| Россия                             | Виза требуется                                       |                                                                                                  | |
| Руанда                             | Виза по прибытии                                     | 30 дней                                                                                          | Также доступна электронная виза. |
| Сент-Китс и Невис                  | Виза не требуется                                    | Свобода передвижения для Организации Восточно-карибских государств (по действительной ID-карте). | Свобода передвижения для Организации Восточно-карибских государств (по действительной ID-карте). |
| Сент-Винсент и Гренадины           | Виза не требуется                                    | Свобода передвижения для Организации Восточно-карибских государств (по действительной ID-карте). | Свобода передвижения для Организации Восточно-карибских государств (по действительной ID-карте). |
| Самоа                              | Разрешение на въезд по прибытии                      | 60 дней                                                                                          | |
| Сан-Марино                         | Виза не требуется                                    | 90 дней                                                                                          | |
| Сан-Томе и Принсипи                | Электронная виза                                     |                                                                                                  | |
| Саудовская Аравия                  | Виза требуется                                       |                                                                                                  | |
| Сенегал                            | Виза по прибытии                                     | 90 дней                                                                                          | |
| Сербия                             | Виза требуется                                       |                                                                                                  | Виза не требуется владельцам шенгенской визы, а также американской или британской визы или вида на жительство (максимальный срок пребывания — 90 дней). |
| Сейшельские острова                | Разрешение на посещение по прибытии                  | 3 месяца                                                                                         | Срок пребывания может быть увеличен. |
| Сьерра-Леоне                       | Виза по прибытии                                     |                                                                                                  | |
| Сингапур                           | Виза не требуется                                    | 30 дней                                                                                          | |
| Словакия                           | Виза не требуется                                    | 90 дней                                                                                          | 90 дней в течение 180-дневного периода пребывания в Шенгенской зоне. |
| Словения                           | Виза не требуется                                    | 90 дней                                                                                          | 90 дней в течение 180-дневного периода пребывания в Шенгенской зоне. |
| Соломоновы острова                 | Разрешение на посещение по прибытии                  | 3 месяца                                                                                         | |
| Сомали                             | Виза по прибытии                                     | 30 дней                                                                                          | Доступна в аэропорту Босасо, аэропорту имени Абдуллахи Юсуфа и аэропорту Могадишо. |
| Южная Африка                       | Виза требуется                                       |                                                                                                  | |
| Южный Судан                        | Электронная виза                                     |                                                                                                  | Во время поездки необходимо предъявить распечатанное разрешение на визу. |
| Испания                            | Виза не требуется                                    | 90 дней                                                                                          | 90 дней в течение 180-дневного периода пребывания в Шенгенской зоне. |
| Шри-Ланка                          | Электронное разрешение на поездку                    | 30 дней                                                                                          | |
| Судан                              | Виза требуется                                       |                                                                                                  | |
| Суринам                            | Виза не требуется                                    | 6 месяцев                                                                                        | Владельцы сертификата КАРИКОМ о квалификации могут оставаться на любой срок. |
| Швеция                             | Виза не требуется                                    | 90 дней                                                                                          | 90 дней в течение 180-дневного периода пребывания в Шенгенской зоне. |
| Швейцария                          | Виза не требуется                                    | 90 дней                                                                                          | 90 дней в течение 180-дневного периода пребывания в Шенгенской зоне. |
| Сирия                              | Виза требуется                                       |                                                                                                  | |
| Таджикистан                        | Электронная виза                                     | 45 дней                                                                                          | |
| Танзания                           | Виза не требуется                                    | 90 дней                                                                                          | |
| Таиланд                            | Виза требуется                                       |                                                                                                  | |
| Восточный Тимор                    | Виза по прибытии                                     | 30 дней                                                                                          | Виза доступна не во всех точках въезда. |
| Того                               | Виза по прибытии                                     | 7 дней                                                                                           | |
| Тонга                              | Виза по прибытии                                     | 31 день                                                                                          | |
| Тринидад и Тобаго                  | Виза не требуется                                    | 6 месяцев                                                                                        | Владельцы сертификата КАРИКОМ о квалификации могут оставаться на любой срок. |
| Тунис                              | Виза не требуется                                    | 90 дней                                                                                          | |
| Турция                             | Электронная виза                                     | 90 дней                                                                                          | |
| Туркменистан                       | Виза требуется                                       |                                                                                                  | |
| Тувалу                             | Виза по прибытии                                     | 1 месяц                                                                                          | |
| Уганда                             | Виза по прибытии                                     |                                                                                                  | Заявка на получение визы может быть подана электронно. |
| Украина                            | Электронная виза                                     | 30 дней                                                                                          | |
| ОАЭ                                | Электронная виза                                     |                                                                                                  | |
| Великобритания и коронные владения | Виза не требуется                                    | 6 месяцев                                                                                        | |
| США                                | Виза требуется                                       |                                                                                                  | |
| Уругвай                            | Виза требуется                                       |                                                                                                  | |
| Узбекистан                         | Виза не требуется                                    | 30 дней                                                                                          | |
| Вануату                            | Виза не требуется                                    | 90 дней                                                                                          | |
| Ватикан                            | Виза не требуется                                    | 90 дней                                                                                          | |
| Венесуэла                          | Виза не требуется                                    | 90 дней                                                                                          | |
| Вьетнам                            | Виза требуется                                       |                                                                                                  | Фукуок доступен для посещения без визы на 30 дней. |
| Йемен                              | Виза требуется                                       |                                                                                                  | |
| Замбия                             | Виза не требуется                                    | 90 дней                                                                                          | Для бизнес-поездок срок посещения ограничен 30 днями. |
| Зимбабве                           | Виза не требуется                                    | 90 дней                                                                                          | |

## Визовые требования непризнанных или частично признанных государств
| Территория                                    | Требование визы                                                 | Пребывание                                                      | Примечание |
| --------------------------------------------- | --------------------------------------------------------------- | --------------------------------------------------------------- | --- |
| Абхазия                                       | Виза требуется                                                  |                                                                 | |
| Косово                                        | Виза не требуется                                               | 90 дней                                                         | |
| Северный Кипр                                 | Виза не требуется                                               |                                                                 | |
| НКР                                           | Виза требуется                                                  |                                                                 | Путешественникам с визой НКР (действующей или истёкшей) или со свидетельством посещения НКР (штампы) будет отказано во въезде в Азербайджан. |
| Палестина                                     | Виза не требуется                                               |                                                                 | Прибытие в Сектор Газа по морю не допускается.                                                                                               |
| Сахарская Арабская Демократическая Республика | Неопределённый визовый режим на подконтрольной САДР территории. | Неопределённый визовый режим на подконтрольной САДР территории. | Неопределённый визовый режим на подконтрольной САДР территории.                                                                              |
| Сомалиленд                                    | Виза по прибытии                                                | 30 дней                                                         | 30 дней за 30 долларов США, имеется возможность оплатить по прибытии.                                                                        |
| Южная Осетия                                  | Виза не требуется                                               |                                                                 | Для въезда в Южную Осетию требуется многократная виза в Россию и предварительное уведомление за 3 дня.                                       |
| Тайвань                                       | Виза не требуется                                               | 30 дней                                                         | |
| ПМР                                           | Виза не требуется                                               |                                                                 | Требуется регистрация через 24 часа. |

## Визовые требования автономных и зависимых территорий
| Территория | Требование визы                  | Пребывание | Примечание |
| Китай | Китай                            | Китай      | Китай |
| --- | -------------------------------- | ---------- | --- |
| Гонконг | Виза не требуется                |            | |
| Макао | Виза не требуется                | 90 дней    | |
| Дания |                                  |            | |
| Фарерские острова | Виза не требуется                |            | |
| Гренландия | Виза не требуется                |            | |
| Франция |                                  |            | |
| Французская Гвиана | Виза не требуется                |            | |
| Французская Полинезия | Виза не требуется                |            | |
| Французская Вест-Индия | Виза не требуется                |            | Включает заморские департаменты Гваделупы и Мартиники, а также заморские общины Сен-Бартелеми и Сен-Мартен.                                                                                              |
| Майотта | Виза не требуется                |            | |
| Новая Каледония | Виза не требуется                |            | |
| Реюньон | Виза не требуется                |            | |
| Сен-Пьер и Микелон | Виза не требуется                |            | |
| Уоллис и Футуна | Виза не требуется                |            | |
| Нидерланды |                                  |            | |
| Аруба | Виза не требуется                |            | |
| Бонайре, Синт-Эстатиус и Саба | Виза не требуется                |            | |
| Кюрасао | Виза не требуется                |            | |
| Синт-Мартен | Виза не требуется                |            | |
| Новая Зеландия |                                  |            | |
| Острова Кука | Виза не требуется                | 31 день    | |
| Ниуэ | Виза не требуется                | 30 дней    | |
| Токелау | Виза требуется                   |            | |
| Великобритания |                                  |            | |
| Акротири и Декелия | Виза не требуется                |            | Пребывание дольше 28 дней в год требует разрешения. |
| Ангилья | Виза не требуется                |            | Виза не требуется владельцам действующей визы, выданной Великобританией. |
| Бермуды | Виза не требуется                |            | |
| Британская Территория в Индийском Океане | Требуется специальное разрешение |            | |
| Виргинские Острова | Виза не требуется                |            | |
| Каймановы Острова | Виза не требуется                |            | |
| Фолклендские Острова | Виза требуется                   |            | |
| Гибралтар | Виза не требуется                |            | |
| Монтсеррат | Виза не требуется                |            | |
| Острова Питкэрн | Виза не требуется                |            | 14-дневный безвизовый период и сбор за посадку в размере 35 долларов США или налог в размере 5 долларов США, если не было выхода на берег.                                                               |
| Остров Вознесения | Электронная виза                 |            | 3 месяца в течение любого периода года. |
| Остров Святой Елены | Пропуск посетителя               |            | Пропуск посетителя выдаётся по прибытии на 4/10/21/60/90 дней за 12/14/16/20/25 фунтов стерлингов соответственно.                                                                                        |
| Тристан-да-Кунья | Разрешение на посадку            |            | Разрешение на посадку выдаётся за 15/30 фунтов стерлингов (для пассажира яхты или судна) на острова Тристан-да-Кунья или за 20 фунтов стерлингов на Остров Гоф, Остров Инаксессибл и Острова Найтингейл. |
| Южная Георгия и Южные Сандвичевы Острова | Предварительное разрешение       |            | Требуется предварительное разрешение от комиссара (72 часа/1 месяц for 110/160 фунтов стерлингов соответственно).                                                                                        |
| Теркс и Кайкос | Виза не требуется                |            | Владельцам действующей визы, выданной Канадой, Великобританией или США не требуется виза на максимальный срок пребывания до 90 дней.                                                                     |
| США |                                  |            | |
| Американское Самоа | Виза требуется                   |            | |
| Гуам | Виза требуется                   |            | |
| Северные Марианские Острова | Виза требуется                   |            | |
| Пуэрто-Рико | Виза требуется                   |            | |
| Виргинские Острова | Виза требуется                   |            | |
| Антарктида и прилегающие острова |                                  |            | |
| Требуется специальное разрешение для посещения Острова Буве, Британской антарктической территории, Французских Южных и Антарктических территорй, Аргентинской Антарктики, Австралийской антарктической территории, Чилийской антарктической территории, Острова Херд и островов Макдональд, Острова Петра I, Земли Королевы Мод, Зависимой территории Росса. |                                  |            | |